# Filágrio (prefeito do Egito)
Flávio Filágrio (em latim: Flavius Philagrius) foi um oficial romano do século IV, ativo durante o reinado do imperador Constâncio II (r. 337–361).

## Vida
Segundo Atanásio de Alexandria e Gregório de Nazianzo, Filágrio era nativo da Capadócia. O sofista Libânio mencionou que ele foi aluno em Atenas, na Grécia. Teve um irmão que tornar-se-ia presidente de Augustâmica e foi casado, com seu cunhado se chamando Tibério segundo Libânio. Seu primeiro ofício foi o de racional, que ocupou antes de 335. Segundo uma série de documentos, entre 335-337, ele exerceu a função de prefeito do Egito. Ele foi o primeiro senador a ocupar esta posição. Em 7 de setembro de 335, foi destinatário de uma carta de Atanásio. Em 338, após ser brevemente sucedido por Antônio Teodoro, retomou sua posição e reteve-a até 340.
Segundo Atanásio, foi renomeado para favorecer os interesses arianos e ele instalou o bispo ariano Gregório da Capadócia no lugar de Atanásio em 22 de março de 339. Para Gregório de Nazianzo, contudo, foi renomeado por ser popular entre os alexandrinos. Segundo um documento do período, aparentemente foi governador de Heracleópolis. Em 343, aparece como conde na Trácia. Após o Concílio de Sárdica, ele ajudou os arianos em Filipópolis e Adrianópolis. Entre 348-350, foi governador da Bitínia e Capadócia, ou seja, vigário de Pôntica. Em 350, quando ainda era vigário sobre Cucuso, o arcebispo constantinopolitano Paulo I foi enviado para lá e executado. Ele faleceu antes de 358.